# Збірна Болівії з футболу
Збірна Болівії з футболу — представляє Болівію на міжнародних турнірах і в товариських матчах з футболу. Організацією, яка контролює і керує збірною, є Федерація футболу Болівії. Одна з найслабших футбольних збірних Південної Америки.
Станом на 28 листопада 2024 посідає 79-e місце у рейтингу футбольних збірних світу.

## Виступи на міжнародних змаганнях

### Виступи на Чемпіонатах світу з футболу
- 1930 — груповий етап
- 1934, 1938 — не брала участі
- 1950 — груповий етап
- 1954 до 1990 — не пройшла квіліфікації
- 1994 — груповий етап
- 1998 до 2018 — не пройшла квіліфікації

| Матчі на Чемпіонатах світу | Матчі на Чемпіонатах світу | Матчі на Чемпіонатах світу | Матчі на Чемпіонатах світу |
| Рік                        | Раунд                      | Рахунок                    | Результат                  |
| -------------------------- | -------------------------- | -------------------------- | -------------------------- |
| 1930                       | Перший раунд               | Болівія 0:4 Югославія      | Поразка                    |
| 1930                       | Перший раунд               | Болівія 0:4 Бразилія       | Поразка                    |
| 1950                       | Перший раунд               | Болівія 0:8 Уругвай        | Поразка                    |
| 1994                       | Перший раунд               | Болівія 0:1 Німеччина      | Поразка                    |
| 1994                       | Перший раунд               | Болівія 0:0 Південна Корея | Нічия                      |
| 1994                       | Перший раунд               | Болівія 1:3 Іспанія        | Поразка                    |

### Виступи на Чемпіонатах Америки з футболу
| Кубок Америки з футболу | Кубок Америки з футболу | Кубок Америки з футболу | Кубок Америки з футболу | Кубок Америки з футболу | Кубок Америки з футболу | Кубок Америки з футболу | Кубок Америки з футболу | Кубок Америки з футболу |
| Рік                     | Раунд                   | Місце                   | І                       | В                       | Н                       | П                       | МЗ                      | МП                      |
| ----------------------- | ----------------------- | ----------------------- | ----------------------- | ----------------------- | ----------------------- | ----------------------- | ----------------------- | ----------------------- |
| 1916                    | Не брали участь         | Не брали участь         | Не брали участь         | Не брали участь         | Не брали участь         | Не брали участь         | Не брали участь         | Не брали участь         |
| 1917                    | Не брали участь         | Не брали участь         | Не брали участь         | Не брали участь         | Не брали участь         | Не брали участь         | Не брали участь         | Не брали участь         |
| 1919                    | Не брали участь         | Не брали участь         | Не брали участь         | Не брали участь         | Не брали участь         | Не брали участь         | Не брали участь         | Не брали участь         |
| 1920                    | Не брали участь         | Не брали участь         | Не брали участь         | Не брали участь         | Не брали участь         | Не брали участь         | Не брали участь         | Не брали участь         |
| 1921                    | Не брали участь         | Не брали участь         | Не брали участь         | Не брали участь         | Не брали участь         | Не брали участь         | Не брали участь         | Не брали участь         |
| 1922                    | Не брали участь         | Не брали участь         | Не брали участь         | Не брали участь         | Не брали участь         | Не брали участь         | Не брали участь         | Не брали участь         |
| 1923                    | Не брали участь         | Не брали участь         | Не брали участь         | Не брали участь         | Не брали участь         | Не брали участь         | Не брали участь         | Не брали участь         |
| 1924                    | Не брали участь         | Не брали участь         | Не брали участь         | Не брали участь         | Не брали участь         | Не брали участь         | Не брали участь         | Не брали участь         |
| 1925                    | Не брали участь         | Не брали участь         | Не брали участь         | Не брали участь         | Не брали участь         | Не брали участь         | Не брали участь         | Не брали участь         |
| 1926                    | Груповий турнір         | 5-е місце               | 4                       | 0                       | 0                       | 4                       | 2                       | 24                      |
| 1927                    | Груповий турнір         | 4-е місце               | 3                       | 0                       | 0                       | 3                       | 3                       | 19                      |
| 1929                    | Відмовились             | Відмовились             | Відмовились             | Відмовились             | Відмовились             | Відмовились             | Відмовились             | Відмовились             |
| 1935                    | Відмовились             | Відмовились             | Відмовились             | Відмовились             | Відмовились             | Відмовились             | Відмовились             | Відмовились             |
| 1937                    | Відмовились             | Відмовились             | Відмовились             | Відмовились             | Відмовились             | Відмовились             | Відмовились             | Відмовились             |
| 1939                    | Відмовились             | Відмовились             | Відмовились             | Відмовились             | Відмовились             | Відмовились             | Відмовились             | Відмовились             |
| 1941                    | Відмовились             | Відмовились             | Відмовились             | Відмовились             | Відмовились             | Відмовились             | Відмовились             | Відмовились             |
| 1942                    | Відмовились             | Відмовились             | Відмовились             | Відмовились             | Відмовились             | Відмовились             | Відмовились             | Відмовились             |
| 1945                    | Груповий турнір         | 6-е місце               | 6                       | 0                       | 2                       | 4                       | 3                       | 16                      |
| 1946                    | Груповий турнір         | 6-е місце               | 5                       | 0                       | 0                       | 5                       | 4                       | 23                      |
| 1947                    | Груповий турнір         | 7-е місце               | 7                       | 0                       | 2                       | 5                       | 6                       | 21                      |
| 1949                    | Груповий турнір         | 6-е місце               | 7                       | 4                       | 0                       | 3                       | 13                      | 24                      |
| 1953                    | Груповий турнір         | 6-е місце               | 6                       | 1                       | 1                       | 4                       | 6                       | 15                      |
| 1955                    | Відмовились             | Відмовились             | Відмовились             | Відмовились             | Відмовились             | Відмовились             | Відмовились             | Відмовились             |
| 1956                    | Відмовились             | Відмовились             | Відмовились             | Відмовились             | Відмовились             | Відмовились             | Відмовились             | Відмовились             |
| 1957                    | Відмовились             | Відмовились             | Відмовились             | Відмовились             | Відмовились             | Відмовились             | Відмовились             | Відмовились             |
| 1959                    | Груповий турнір         | 7-е місце               | 6                       | 0                       | 1                       | 5                       | 4                       | 23                      |
| 1959                    | Відмовились             | Відмовились             | Відмовились             | Відмовились             | Відмовились             | Відмовились             | Відмовились             | Відмовились             |
| 1963                    | Чемпіон                 | 1-е місце               | 6                       | 5                       | 1                       | 0                       | 19                      | 13                      |
| 1967                    | Груповий турнір         | 6-е місце               | 5                       | 0                       | 1                       | 4                       | 0                       | 9                       |
| 1975                    | Груповий турнір         | 8-е місце               | 4                       | 1                       | 0                       | 3                       | 3                       | 9                       |
| 1979                    | Груповий турнір         | 6-е місце               | 4                       | 2                       | 0                       | 2                       | 4                       | 7                       |
| 1983                    | Груповий турнір         | 8-е місце               | 4                       | 0                       | 2                       | 2                       | 4                       | 6                       |
| 1987                    | Груповий турнір         | 7-е місце               | 2                       | 0                       | 1                       | 1                       | 0                       | 2                       |
| 1989                    | Груповий турнір         | 9-е місце               | 4                       | 0                       | 2                       | 2                       | 0                       | 8                       |
| 1991                    | Груповий турнір         | 9-е місце               | 4                       | 0                       | 2                       | 2                       | 2                       | 7                       |
| 1993                    | Груповий турнір         | 10-е місце              | 3                       | 0                       | 2                       | 1                       | 1                       | 2                       |
| 1995                    | Чвертьфінал             | 8-е місце               | 4                       | 1                       | 1                       | 2                       | 5                       | 6                       |
| 1997                    | Срібний призер          | 2-е місце               | 6                       | 5                       | 0                       | 1                       | 10                      | 5                       |
| 1999                    | Груповий турнір         | 9-е місце               | 3                       | 0                       | 2                       | 1                       | 1                       | 2                       |
| 2001                    | Груповий турнір         | 11-е місце              | 3                       | 0                       | 0                       | 3                       | 0                       | 7                       |
| 2004                    | Груповий турнір         | 9-е місце               | 3                       | 0                       | 2                       | 1                       | 3                       | 4                       |
| 2007                    | Груповий турнір         | 10-е місце              | 3                       | 0                       | 2                       | 1                       | 4                       | 5                       |
| 2011                    | Груповий турнір         | 12-е місце              | 3                       | 0                       | 1                       | 2                       | 1                       | 5                       |
| 2015                    | Чвертьфінал             | 8-е місце               | 4                       | 1                       | 1                       | 2                       | 4                       | 10                      |
| 2016                    | Груповий турнір         | 14-е місце              | 3                       | 0                       | 0                       | 3                       | 2                       | 7                       |
| 2019                    | Груповий турнір         | 12-е місце              | 3                       | 0                       | 0                       | 3                       | 2                       | 9                       |
| 2021                    | Груповий турнір         | 10-е місце              | 4                       | 0                       | 0                       | 4                       | 2                       | 10                      |
| 2024                    | Кваліфікувались         | Кваліфікувались         | Кваліфікувались         | Кваліфікувались         | Кваліфікувались         | Кваліфікувались         | Кваліфікувались         | Кваліфікувались         |
| Разом                   | 1 титул                 | 28/47                   | 119                     | 20                      | 26                      | 73                      | 108                     | 298                     |

### Виступи на Кубку Конфедерацій
- 1999 — 6-е місце

### Виступи на Панамериканських іграх
- 1951 до 1971— не пройшла квіліфікації
- 1975 — другий раунд
- 1979 до 2003— не пройшла квіліфікації
- 2007 — четверте місце